# Copiula exspectata
Espèce
Statut de conservation UICN

 DD  : Données insuffisantes
Copiula exspectata est une espèce d'amphibiens de la famille des Microhylidae.

## Répartition
Cette espèce est endémique de l'île Yapen dans les îles Yapen en Nouvelle-Guinée occidentale en Indonésie. Elle ne se rencontre que dans les environs proches de sa localité type, Kontiunai, entre 620 et 680 m d'altitude,.

## Publication originale
- Günther, 2002 : Beschreibung einer neuen Copiula-Art (Amphibia, Anura, Microhylidae) von der Insel Yapen im Nordwesten von Papua, Indonesien. Zoologische Abhandlungen, vol. 52, p. 77-86.